# Chaparhar (huyện)
Chaparhar là một huyện thuộc tỉnh Nangarhar, Afghanistan. Dân số thời điểm năm 1999 là 43,701 người.